# CYP2C19
El citocromo  P450 2C19 (abreviado  CYP2C19, EC 1.14.14.1) es miembro del sistema oxidasa de función mixta citocromo P450, que participa en el metabolismo de xenobióticos en el cuerpo. Participa en el metabolismo de varios grupos importantes de fármacos incluyendo inhibidores de protones y antiepilépticos. Se ha encontrado polimorfismo genético en la expresión de CYP2C19 en aproximadamente 3-5% de la población de raza blanca y entre 15-20% de asiáticos, siendo estos individuos pobres metabolizadores sin función CYP2C19.

## Bioquímica
El CYP 2C19 junto con el CYP2C9 representan un 20% de la actividad citocromo P450 del hígado. Está involucrado en el metabolismo del propranolol, el diazepam, Inhibidores de la bomba de protones y otros, es inhibido por fluvoxamina y es inducido por el rifampicina, entre otros.